# Oswald Damian

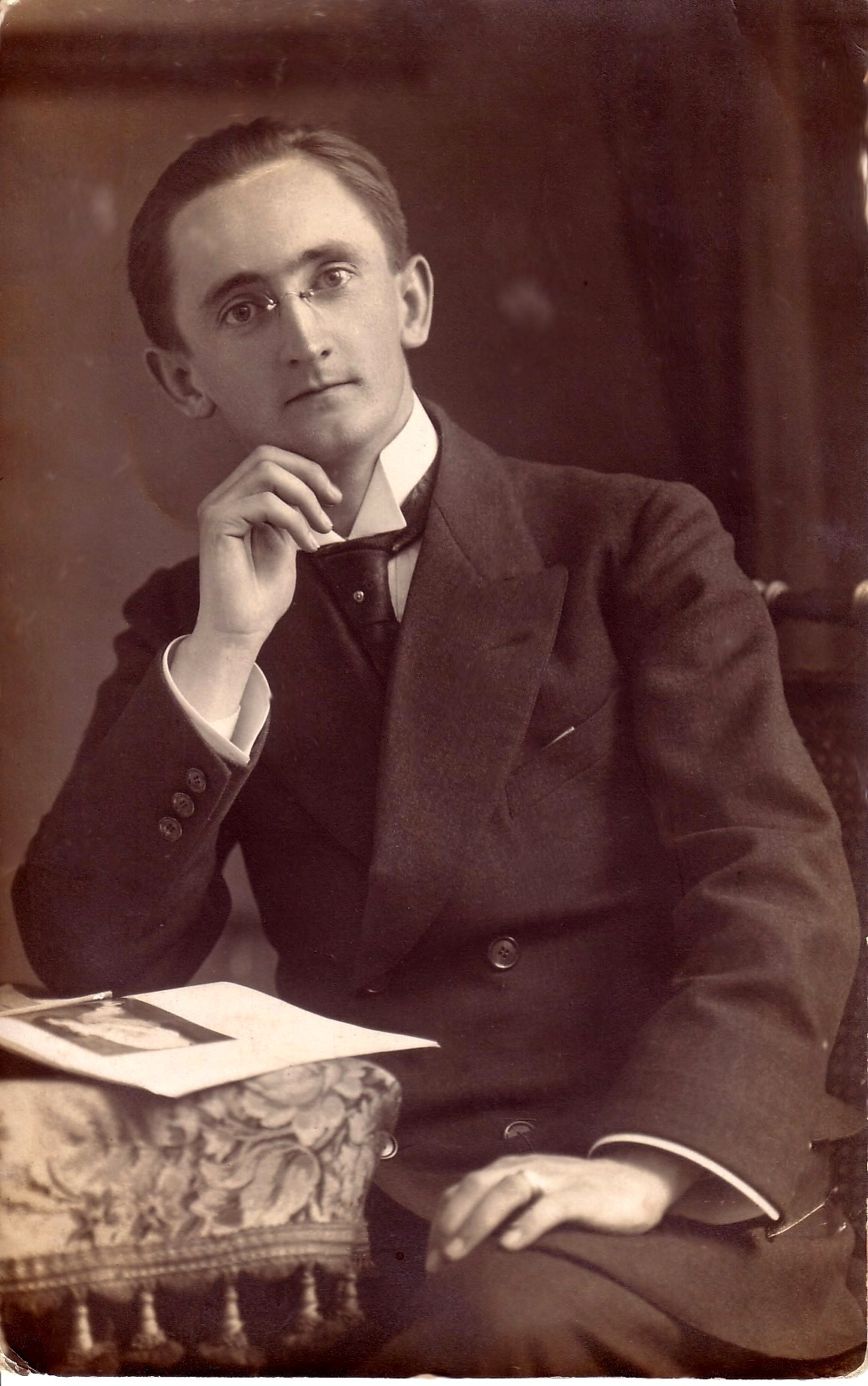
Oswald Damian in 1917

Oswald Damian (* 3. März 1889 in Walsheim; † 1978 in ebenda) war ein protestantischer Theologe, der als religiös-sozialistischer Pfarrer im Widerstand gegen den Nationalsozialismus aktiv war.

## Leben
Oswald Damian studierte 1912 in Zürich Theologie und lernte dort Leonhard Ragaz kennen, der ihn für den religiösen Sozialismus begeisterte. In den 1920ern predigte er wie unter anderem August Kopp, Georg Wambsganß und Julius Lehmann in der Pfalz. Seine Heimatgemeinde war zunächst Dahn, eine Versetzung nach St. Ingbert im Saargebiet scheiterte an seiner politischen Überzeugung. So ging er nach Pirmasens. In seinen Predigten verglich er die Jesusbewegung mit dem Sozialismus und zog Parallelen zur sozialen Situation in der Weimarer Republik. Daneben war er ein Freund der Friedensbewegung und überzeugter Pazifist, der Jesus’ Gewaltlosigkeit hervorhob. Seine Überzeugungen missfielen der NSDAP, die versuchten Damian durch ein kirchliches Dienstverfahren und eine Hetzkampagne zu bedrohen.
1932 veröffentlichte Damian die 32-seitige Broschüre „Die Religion ist in Gefahr“, in der er die NS-Ideologie angriff und das Positive Christentum als „arisch-völkischen Rassismus“ bezeichnete. Er veröffentlichte außerdem weitere NS-kritische Artikel in der Wochenzeitschrift Der Religiöse Sozialist. 1932 wurde er Vorsitzender des religiös-sozialistischen Landesverbands der Pfalz. Er war damit einer der „wenigen Pfälzer Pfarrern (…), die gegen den Nationalsozialismus gekämpft“ haben.
Nach der Machtergreifung wurde Damian im provisorischen Schutzhaftlager Rheinpfalz interniert. dabei handelte es sich um ein frühes Konzentrationslager, das für einige Monate zwischen Speyerdorf und Neustadt an der Weinstraße eingerichtet wurde. Allerdings ließen die Nationalsozialisten ihn für einen kurzen Zeitraum frei, damit er eine Konfirmation in Pirmasens durchführen konnte. Am 16. Juli 1933 wurde er in den vorläufigen Ruhestand versetzt und unter Auflagen freigelassen. 1934 bekam er eine kleine Pfarrstelle in Dörrenbach zugeteilt und war somit für die Restdauer des Dritten Reichs kaltgestellt.
Nach 1945 versuchte er den religiösen Sozialismus wiederzubeleben, was jedoch nicht gelang. Er blieb der aufkeimenden Friedensbewegung und seinen politischen Idealen treu. In seinem Nachlass fand man ein Manuskript eines Romans namens „Zu spät“, der von Frieden und Abrüstung handelte.

## Werke
- Die Religion ist in Gefahr!. Mannheim: Verlag der Religiösen Sozialisten 1932.